# Joyeeta Gupta
Joyeeta Gupta (Delhi, 12 de junio de 1964) es una científica ambiental holandesa. En 2023, recibió el premio PROSE de la Asociación de Editores Estadounidenses en la modalidad de Ciencias Ambientales y el Premio Spinoza.

## Trayectoria
Gupta nació en Delhi y estudió en el Colegio Convento Loreto. Estudió economía en la Universidad de Delhi. Se licenció en Derecho en la Universidad de Gujarat y después se trasladó a los Estados Unidos para realizar estudios de posgrado, especializándose en Derecho Internacional en la Escuela de Derecho Harvard. Gupta completó su investigación doctoral en la Universidad Libre de Amsterdam, donde estudió el cambio climático en países en vía de desarrollo. Su investigación doctoral fue la primera en determinar las consecuencias del cambio climático, incluidos los elevados riesgos de inundaciones, sequías y pérdida de cosechas.
Gupta es investigadora sobre la gobernanza del sistema terrestre y fue coautora del primer plan científico y de implementación del Proyecto de Gobernanza del Sistema Terrestre en 2009. Su investigación ha analizado los impactos del cambio climático en la sociedad, demostrando la existencia de tensiones elevadas entre ricos y pobres. Gupta ha argumentado que para prevenir los conflictos y la injusticia inducida por el cambio climático es fundamental redistribuir los recursos naturales y medir el crecimiento nacional basándose en el constitucionalismo global en lugar del producto interior bruto.
En 2013, Gupta se unió a la facultad de la Universidad Libre de Amsterdam. En 2016, Gupta fue nombrada copresidenta del  Sexto Informe del Medio Ambiente  Mundial GEO 6 del Programa de las Naciones Unidas para el Medio Ambiente (PENUMA) publicado por Cambridge University Press, y que se presentó a los gobiernos participantes en la Asamblea de las Naciones Unidas para el Medio Ambiente de 2019.
En 2019, se convirtió en profesora titular de la Facultad de Sostenibilidad, donde dirige un programa sobre Gobernanza y Desarrollo Inclusivo.Es profesora de Medio Ambiente y Desarrollo en el Sur Global en la Universidad de Ámsterdam, profesora de Derecho y Políticas de Recursos Hídricos y Medio Ambiente en el Instituto IHE Delft para la Educación sobre el Agua, y copresidenta de la Comisión de la Tierra, creada por Tierra Futura y apoyada por la Global Challenges Foundation. Gupta forma parte del Instituto de Cambio Global de Amsterdam.

## Reconocimientos
En 2015, recibió el Premio Choice de la organización de Bibliotecarios Internacionales de Ciencias Atmosféricas. En 2019, fue reconocida por la Asociación de Editores Estadounidenses para las Ciencias Ambientales con el Premio PROSE. Un par de años después, en 2021, el Consejo Europeo de Investigación le concedió una subvención avanzada por su investigación sobre el cambio climático y la industria de los combustibles fósiles. Al año siguiente, la Universidad de Leeds reconoció a Gupta como líder mundial en la investigación interdisciplinar sobre el clima con el Premio Piers Sellers.
En 2023, fue reconocida por el Premio Spinoza, la más alta distinción en la ciencia holandesa y también llamado el 'Premio Nobel holandés'.